# リバーズ・エッジ (漫画)
『リバーズ・エッジ』は、岡崎京子による日本の漫画。1993年から1994年にかけて雑誌『CUTiE』（宝島社）で連載、1994年6月に宝島社ワンダーランドコミックスより刊行された。
2018年に二階堂ふみ、吉沢亮主演で実写映画化。

## あらすじ
女子高生で美少女でもある若草ハルナは、元彼氏の観音崎にいじめられている山田一郎という同級生を助けたことをきっかけに、彼から秘密を打ち明けられる。それは河原に放置された人間の死体だった。

## 登場人物
若草 ハルナ（わかくさ ハルナ）
主人公。母親と2人で暮らしていて、女子高生で美少女なのに煙草を吹かす程の愛煙家である裏の顔をもっている。
同級生の観音崎と付き合っていたが、最近は横暴な彼に愛想を尽かしている。観音崎がいじめていた山田を助けたことから、山田や彼と一緒に死体を発見した吉川こずえと仲良くなっていく。
山田 一郎（やまだ いちろう）
ハルナと同級生の美少年。学校の不良である観音崎達にいじめられている。女子に人気があり一緒に遊ぶこともあるが本人はゲイであり、学校の中では上級生に片想いをしている。自分が見つけた死体を、「宝物」と呼んでいる。ゲイであることをカモフラージュするため田島カンナと付き合っている。
吉川 こずえ（よしかわ こずえ）
ハルナの後輩であり、テレビや雑誌などで人気のモデル。母親はステージママで、子供のころから芸能活動をやらされていた。そのせいか気丈で大人びているものの厭世的な側面があり、また摂食障害を起こし、大量の食物を口にしては吐くという行為を繰り返している。レズビアンであり、ハルナのことを気に入っている。
観音崎 峠（かんのんざき とうげ）
ハルナの元彼氏。容姿はいいがドラッグの売買をしたり、ハルナに近づく山田に嫉妬していじめたりなど素行の悪さが目立つ。父親の不倫により母親が精神的に不安定であり、更には優秀な兄と比べられて家庭での居場所がなく、本来の性格は依存心が強い寂しがり。ハルナに対して強引に復縁を迫っている。
田島カンナ（たじま カンナ）
山田の女友達。彼女の方は山田のことが好きなのだが、山田のほうは内心鬱陶しく思っており、ある時彼に拒絶されてしまう。その後山田がハルナと仲がいいことを知り、彼女に対してストーキング行為を繰り返す。
小山 ルミ（こやま ルミ）
ハルナの友達。優しいが普段は家にいない両親と容姿の優れない姉がいる。空虚感から観音崎を含めた大勢の男性と性的関係を持ち、時には援助交際をして購入したブランド物の化粧品や服をハルナに自慢したりしていた。しかし自らが妊娠したことに気付き、彼女の人生が狂い出すことになる。
よっちゃん
ハルナの友達。噂好きのタカハシ君と付き合っている。ブランド物を自慢するルミのことを少しだけ疎ましく思っている。
小山 マコ（こやま マコ）
小山ルミの姉。太っているオタクであり、ボーイズラブものの同人誌を書いている。自分とは違い容姿に優れた妹に対して、密かに嫉妬している。

## 書誌情報
- 岡崎京子 『リバーズ・エッジ』 宝島社〈Wonderland comics〉、1994年6月20日発行、ISBN 4-7966-0825-7
- 岡崎京子 『リバーズ・エッジ』 宝島社、1999年12月18日発売、ISBN 978-4-7966-1669-0
- 岡崎京子 『リバーズ・エッジ 愛蔵版』 宝島社、2008年10月10日、ISBN 978-4-7966-6698-5
- 岡崎京子 『リバーズ・エッジ オリジナル復刻版』 宝島社、2015年6月10日発売、ISBN 978-4-8002-4238-9

## 映画版
2018年2月16日公開。R15+指定。
原作同様時代背景は明確にされていないが90年代風の雰囲気を出すため、映像は4：3のスタンダードサイズで撮影された。
衣装に関しては一部を除き、90年代から存在した定番ブランドや当時の古着を主に使用した。
第68回ベルリン国際映画祭パノラマ部門で国際批評家連盟賞を受賞。また第42回日本アカデミー賞にて吉沢亮が新人俳優賞を受賞した。

### キャスト
- 若草ハルナ - 二階堂ふみ[1]
- 山田一郎 - 吉沢亮[1]
- 観音崎 - 上杉柊平
- 吉川こずえ - SUMIRE
- ルミ - 土居志央梨
- 田島カンナ - 森川葵
- よっちゃん - 安藤輪子
- ルミの姉 - 富山えり子
- タカハシくん - 松永拓野
- ハルナの母親 - 西田尚美

### スタッフ
- 原作 - 岡崎京子『リバーズ・エッジ』（宝島社）
- 監督 - 行定勲[1]
- 脚本 - 瀬戸山美咲
- 音楽 - 世武裕子
- 主題歌 - 小沢健二「アルペジオ (きっと魔法のトンネルの先)」（ユニバーサル ミュージック）[7]
- 製作 - 斉藤剛、中山道彦、原田知明、木下直哉、佐野真之、瀬井哲也、倉田奏補、小川真司、古賀俊輔
- エグゼクティブプロデューサー - 金吉唯彦、遠藤日登思
- プロデューサー - 小川真司、吉澤貴洋、古賀俊輔、杉山剛
- アソシエイトプロデューサー - 小林亜理、行実良
- 音楽プロデューサー - 北原京子
- ラインプロデューサー - 新野安行
- キャスティングディレクター - 杉野剛
- 撮影 - 槇憲治
- 照明 - 中村裕樹
- 編集 - 今井剛
- 録音 - 伊藤裕規
- 美術 - 相馬直樹
- 装飾 - 田口貴久
- スタイリスト - 髙山エリ
- 衣装 - 杉本真寿美
- ヘアメイク - 倉田明美
- 特殊造形・特殊メイク - 宗理起也
- VFXスーパーバイザー - 進威志
- 音響効果 - 岡瀬晶彦
- スクリプター - 工藤みずほ
- 助監督 - 是安祐
- 制作担当 - 大田康一
- 脚本協力 - 池田千尋
- 企画協力 - 藤野良太
- 配給 - キノフィルムズ / 木下グループ
- 企画協力 - 宝島社
- 制作プロダクション - ザフール
- 製作 - 「リバーズ・エッジ」製作委員会（ソニー・ミュージックアーティスツ、アミューズ、木下グループ、アスミック・エース、バップ、セカンドサイト、ブリッジヘッド、ザフール）